# Soo Yeon Lee
Soo Yeon Lee (sinh ngày 22 tháng 5 năm 1984) là cựu vận động viên bóng bàn, người mẫu, diễn viên và huấn luyện viên bóng bàn người Hàn Quốc. Lee bắt đầu chơi bóng bàn từ khi còn rất nhỏ và cô được đào tạo kỹ lưỡng môn thể thao này bởi một vận động viên huy chương vàng Olympic Jung Hwa Hyun ở Hàn Quốc. Sau đó, cô đã liên tiếp giành được Giải vô địch quốc gia thiếu niên Hàn Quốc sáu lần kể từ năm 12 tuổi. Cô đã được đặc cách trong các chiến dịch quảng cáo cho một số thương hiệu nổi bật bao gồm Nike, Adidas, K-Swiss, Red Bull và Target. Cô là đại sứ thương hiệu cho SPiN, là một chuỗi các nhà hàng và quán bar bóng bàn.

## Cuộc sống ban đầu và sự nghiệp bóng bàn

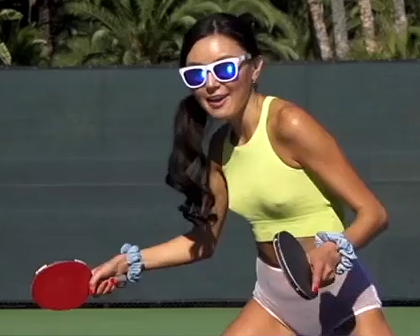
Lee năm 2014

Lee sinh ở Busan, Hàn Quốc, nơi cô bắt đầu chơi bóng bàn khi lên chín tuổi và bắt đầu tham gia thi đấu sáu tháng sau đó. Cô đã giành giải vô địch quốc gia thiếu niên đầu tiên ở tuổi 12. Sau đó Lee rời khỏi nhà để được đào tạo chuyên sâu từ nhà vô địch thế giới Lee Ailesa, tại Trung tâm đào tạo quốc gia Hàn Quốc. Sau đó, cô được đào tạo dưới sự giám sát của nhà vô địch Huy chương vàng Olympic Hyun Jung-hwa. Lee đã giành thêm 5 giải vô địch quốc gia Hàn Quốc, tiếp theo là ba chiến thắng trong các giải đấu quốc gia Hàn Quốc.
Lee đăng ký vào Đại học Thể thao Quốc gia Hàn Quốc ở đó cô được Ahn Jae-hyung huấn luyện và gia nhập đội tuyển quốc gia. Năm 2001, Lee là thành viên chiến thắng huy chương bạc của đội Hàn Quốc tại Đại hội Thể thao Sinh viên Thế giới ở Bắc Kinh. Khi còn học tại trường đại học, Lee đã lấy được bằng về tâm lý học thể thao và giáo dục thể chất.

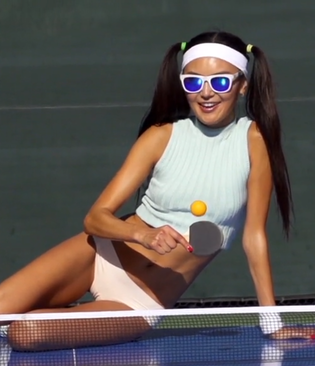

Năm 2004, Lee quyết định chuyển đến New Zealand để học tiếng Anh. Lee đã giành giải vô địch đơn nữ New Zealand và cô được mệnh danh là Nữ vận động viên của năm. Sau 5 tháng ở New Zealand, Lee trở về Hàn Quốc.
Bước tiếp theo của Lee là đến Hoa Kỳ vào năm 2007 trong lúc chị gái cô đang học tại Chicago, Illinois. Lee chuyển đến Los Angeles, California ở đó cô đăng ký vào UCLA. Cô đã giành chiến thắng được một số giải đấu tại Hoa Kỳ, bao gồm cả US Open năm 2007 và Killerspin Invitational năm 2009.

## Làm người mẫu và các hoạt động
Lee được phát hiện bởi các đại lý người mẫu ở Los Angeles ngay sau khi cô chuyển đến LA vào năm 2007, cô bắt đầu làm người mẫu chuyên nghiệp vào năm 2009. Tuy nhiên, mãi đến năm 2009, sự nghiệp người mẫu bắt đầu tích hợp các kỹ năng chơi bóng bàn của cô. Vào năm 2009, Lee đã tham dự lễ khai trương câu lạc bộ bóng bàn đầu tiên của Susan Sarandon là SPiN tại thành phố New York. Sau đó, cô xuất hiện cùng Sarandon trong The Jay Leno Show và từ đó trở thành đại sứ thương hiệu cho công ty khi nó mở rộng ra các địa điểm khác. Lee đã làm việc cho một số thương hiệu khác bao gồm Nike, Adidas, K-Swiss, Red Bull, Playboy và Target.
Ngoài công việc người mẫu, cô cũng tham gia diễn xuất, gồm trong các tập phim Entourage, Keeping Up with the Kardashians, Cross Wars, và các bộ phim khác.

## Huấn luyện viên

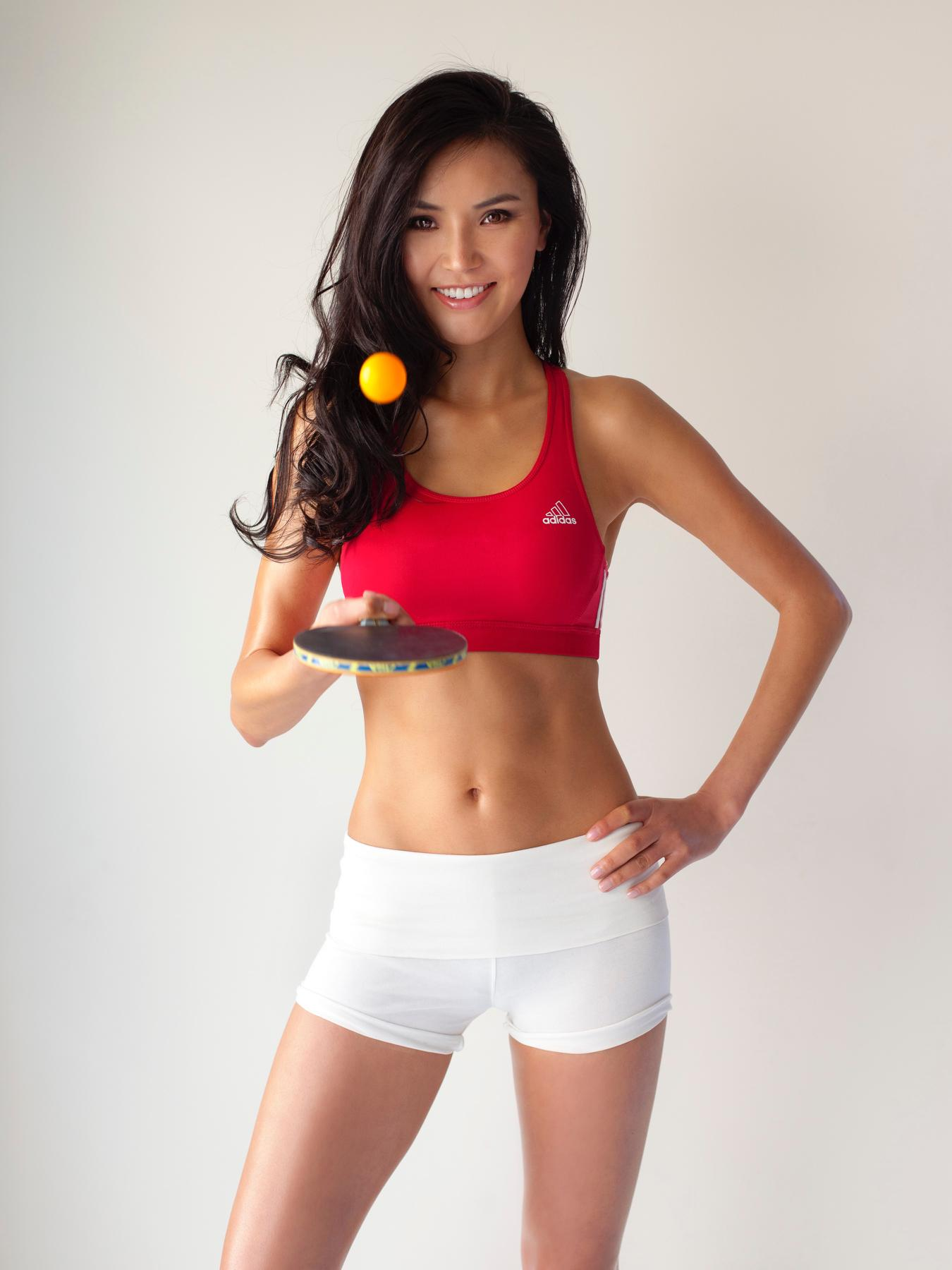
Lee năm 2012

Lee là một huấn luyện viên bóng bàn Hoa Kỳ được chứng nhận. Ngoài vai trò thi đấu, cô còn huấn luyện một số nhân vật nổi tiếng bao gồm Oliver Stone, Jamie Foxx, Susan Sarandon, Reggie Miller, cũng như là John Stamos và Kevin Dillon cho loạt phim truyền hình Entourage. Cô cũng được Gruzia thuê để phát triển một chương trình khuyến khích phát triển môn bóng bàn tại nước này.